# Boris Pandža
Boris Pandža (ur. 15 grudnia 1986 w Mostarze) – bośniacki piłkarz chorwackiego pochodzenia występujący na pozycji obrońcy, reprezentant kraju.

## Kariera klubowa
Pandža jest wychowankiem klubu Zrinjskiego Mostar, skąd przeniósł się do NK Široki Brijeg. W barwach tego klubu zadebiutował w Premijer lidze. W 2006 roku pod dwóch latach gry w Širokach został zawodnikiem Hajduka Split, skąd w 2010 roku przeniósł się do belgijskiego KV Mechelen. 25 września 2013 roku podpisał roczny kontrakt z polskim Górnikiem Zabrze, który jednak został rozwiązany za porozumieniem stron 12 maja 2014 roku.

## Kariera reprezentacyjna
W reprezentacja Bośni i Hercegowiny Pandža zadebiutował 2 czerwca 2007 roku w wygranym 3:2 meczu eliminacyjnym Mistrzostw Europy 2008 z Turcją, gdy w doliczonym czasie drugiej połowy zastąpił na boisku Zlatana Muslimovicia.

## Statystyki kariery
(aktualne na dzień 12 maja 2014)
| Klub               | Sezon              | Liga               | Liga  | Liga   | Puchar kraju | Puchar kraju | Europa | Europa | Inne  | Inne   | Suma  | Suma   |
| Klub               | Sezon              | Liga               | Mecze | Bramki | Mecze        | Bramki       | Mecze  | Bramki | Mecze | Bramki | Mecze | Bramki |
| ------------------ | ------------------ | ------------------ | ----- | ------ | ------------ | ------------ | ------ | ------ | ----- | ------ | ----- | ------ |
| Hajduk Split       | 2006/07            | 1. HNL             | 8     | 0      | 0            | 0            | 3      | 0      | –     | –      | 11    | 0      |
| Hajduk Split       | 2007/08            | 1. HNL             | 10    | 0      | 0            | 0            | 1      | 0      | –     | –      | 11    | 0      |
| Hajduk Split       | 2008/09            | 1. HNL             | 24    | 1      | 0            | 0            | 1      | 0      | –     | –      | 25    | 1      |
| Hajduk Split       | 2009/10            | 1. HNL             | 19    | 1      | 0            | 0            | 2      | 0      | –     | –      | 21    | 1      |
| KV Mechelen        | 2010/11            | Eerste klasse      | 29    | 3      | 3            | 1            | –      | –      | 5     | 0      | 37    | 4      |
| KV Mechelen        | 2011/12            | Eerste klasse      | 26    | 2      | 1            | 0            | –      | –      | 4     | 0      | 31    | 2      |
| KV Mechelen        | 2012/13            | Eerste klasse      | 2     | 0      | 0            | 0            | –      | –      | 2     | 0      | 4     | 0      |
| Górnik Zabrze      | 2013/14            | Ekstraklasa        | 11    | 0      | 2            | 0            | –      | –      | –     | –      | 13    | 0      |
| Ogólnie w karierze | Ogólnie w karierze | Ogólnie w karierze | 129   | 7      | 6            | 1            | 7      | 0      | 11    | 0      | 153   | 8      |